# Синигрин
Синигрин (Sinigrin, сокр. от лат. Sinapis nigra) — органическое вещество, глюкозилат, О-тиогликозид, серосодержащий аминогликозид, один из компонентов семян чёрной (до 4 %) и сарептской горчицы, корней хрена и рапса, придаёт им жгучий вкус и специфический запах. Синигрин был впервые обнаружен в вытяжках эфирных масел, полученных из семян чёрной горчицы (Sinapis nigra), откуда и получил свое название.

## Физико-химические свойства
Представляет собой белое кристаллическое вещество, легко растворимое в воде, плохо в этаноле, не растворяется в диэтиловом эфире. Имеет температуру плавления 125—127° С. Оптически активное соединение, вращает плоскость поляризации влево. 
Под действием фермента мирозиназы, который содержится в семенах горчицы и корней хрена, гидролизуется с образованием молекулы глюкозы, аллилгорчичного масла (изороданистый аллил) и гидросульфата калия:
C10H16O9S2NK•H2O + H2О = C6H12O6 + KHSO4 + SCNC3H5.
Щелочной гидролиз синигрина приводит к образованию 1-тио-β-D-глюкопиранозы, при кислотном гидролизе образуются аллилуксусная кислота и гидроксиламин.